# Ivan Gajer
Ivan Gajer, in croato: Иван Гајер (Zara, 17 settembre 1909 – Zagabria, 6 febbraio 1982), è stato un calciatore croato, di ruolo difensore.

## Carriera

### Club
Nell'arco della sua carriera Gajer ha militato quasi interamente nell'HAŠK Zagabria, con cui vinse il campionato jugoslavo nel 1937-1938. Concluse la carriera disputando la stagione 1938-1939 nei maltesi del Sliema Wanderers, vincendo ancora il campionato.

### Nazionale
Gajer ha vestito la maglia della nazionale jugoslava in 28 oocasioni, segnza segnare alcuna rete. Fece il suo esordio il 3 maggio 1932 contro il Portogallo, mentre la sua ultima presenza è datata 3 ottobre 1937 contro la Cecoslovacchia.